# Lenguas mboshi
Las lenguas mboshi son un grupo filogenético de lenguas bantúes, codidicado como C.20 en la clasificación de Guthrie. De acuerdo con Nurse & Philippson (2003), dejando a un lado el kyba (kuba) [originalmente clasificado dentro de C.20] formanun grupo filogenético, las lengua del mboshi son:
Kwala, Mbosi, Koyo, Akwa, Mboko
Maho (2009) añade a estas el Bwenyi.

## Comparación léxica
Los numerales en diferentes lenguas mboshi son:
| GLOSA | Akwa   | Koyo   | Likwala | Mboko  | Mbosi   | PROTO- MBOSHI |
| ----- | ------ | ------ | ------- | ------ | ------- | ------------- |
| '1'   | -hɔgɔ  | -hɔxɔ  | -hɔkɔ   | -hɔɣɔ  | ɔ̄pɔ̄ɔ    | *-ɸɔkɔ        |
| '2'   | -baa   | -ba    | -bɛɛ    | -baa   | íbāa    | *-baː         |
| '3'   | -saro  | -saro  | -sato   | -saru  | ásárɛ̀   | *-satu        |
| '4'   | -ni    | -na    | -ne     | -nai   | ánàa    | *-nai         |
| '5'   | -tanu  | -tano  | -tano   | -tanu  | átáːnì  | *-tanu        |
| '6'   | o-toba | o-toba | o-toba  | o-toba | ōtóβā   | *o-toba       |
| '7'   | ʦambo  | ʦambo  | ʦambo   | ʦambo  | ʦāːmbè  | *ʦambo        |
| '8'   | mwambi | mwambi | mwambi  | mwambi | mwāːmbè | *mwambi       |
| '9'   | i-va   | i-bwa  | i-bwa   | i-va   | ībwà    | *i-bwa        |
| '10'  | ʣumi   | ʤomu   | ʣomi    | ʣomi   | ʣómì    | *ʤumi         |